# Ribulosio
Il ribulosio è un chetopentoso, cioè un monosaccaride contenente cinque atomi di carbonio e un gruppo funzionale chetonico, la cui formula  è C5H10O5.
Essendo una molecola chirale, sono possibili due enantiomeri, il D-ribulosio e l'L-ribulosio. Il D-ribulosio è il diastereoisomero del D-xilulosio.
Le molecole di ribulosio sono sintetizzate nella via dei pentoso fosfati e sono importanti per la formazione di molte sostanze bioattive. Per esempio, come ribulosio-1,5-bifosfato si combina con il diossido di carbonio all'inizio della fotosintesi nelle piante, formando la trappola per la CO2.